# Monte Tauhara
Il monte Tauhara è uno stratovolcano alto 1088 m, nella caldera del Taupō, verso il centro della Zona vulcanica di Taupo, che si estende da White Island a nord, al monte Ruapehu a sud. Il Tauhara si trova a 6 chilometri a est della cittadina di Taupo, in Nuova Zelanda e vicino alle sponde del lago Taupō.

## Storia eruttiva
Formatosi circa 63 000 anni fa, il monte Tauhara non era una bocca esplosiva, ma emetteva lentamente una viscosa lava dacitica. È la più grande massa di dacite all'interno del vulcano Taupō, il cui materiale è al 98% riolitico. Rimangono poche testimonianze del suo passato vulcanico e il monte è coperto da una fitta boscaglia.

## Leggende Māori
"Tauhara", in lingua māori significa "solitario, o isolato". Una leggenda Maori sul monte Tauhara narra che le montagne guerriere di Taranaki, Pūtauaki, Tongariro e Tauhara erano profondamente innamorate di Pīhanga, la montagna che si erge sopra Turangi all'estremità meridionale del lago Taupō. Scoppiò una battaglia per conquistare il favore di Pīhanga e il vincitore fu Tongariro. Sconfitte, le altre montagne decisero di lasciare il territorio di Tongariro, viaggiando il più lontano possibile nel corso di una notte. Taranaki fuggì verso ovest, verso il sole del tramonto, Pūtauaki e Tauhara fuggirono a est, verso il sorgere del sole. Pūtauaki si mosse velocemente e ora si trova vicino a Whakatane ed è anche noto come monte Edgecumbe. Ma Tauhara era triste e con il cuore pesante viaggiò con riluttanza. Quando l'alba lo raggiunse, aveva raggiunto solo la sponda nordorientale del lago Taupō. Qui il monte si innalza tutt'oggi, con lo sguardo perso oltre il lago, verso il suo amore perduto Pīhanga.
Tauhara è anche il monte che scalò Ngātoroirangi, il sommo sacerdote della canoa Te Arawa e l'antenato di Tūwharetoa, quando mise piede nella regione per la prima volta, cercando una terra per i suoi seguaci.